# G. P. Kanton Aargau 2017
La 54.ª edición de la clásica ciclista G. P. Kanton Aargau se celebró en Suiza el 8 de junio de 2017 sobre un recorrido de 188,7 km con inicio en la ciudad de Leuggern y final en la ciudad de Gippingen.
La carrera formó parte del UCI Europe Tour 2017, dentro de la categoría 1.HC.
La carrera fue ganada por el corredor italiano Sacha Modolo del equipo UAE Emirates, en segundo lugar John Degenkolb (Trek-Segafredo) y en tercer lugar Niccolò Bonifazio (Bahrain-Merida).

## Equipos participantes
Tomaron parte en la carrera 18 equipos: 10 de categoría UCI ProTeam; 5 de categoría Profesional Continental; 2 de categoría Continental y el equipo nacional de Suiza. Formando así un pelotón de 136 ciclistas de los que acabaron 108. Los equipos participantes fueron:
| WorldTeams (10)- Astana - Dimension Data - Trek-Segafredo - BMC Racing Team - UAE Team Emirates - Orica-Scott - Katusha-Alpecin - Bora-Hansgrohe - Bahrain-Merida - AG2R La Mondiale Equipos continentales profesionales (5)- Sport Vlaanderen-Baloise - Wanty-Groupe Gobert - Androni Giocattoli - Gazprom-RusVelo - Nippo-Vini Fantini Equipos continentales (2)- Roth-Akros - Vorarlberg Equipo nacional- Suiza |
| |

## Clasificación final
- Las clasificaciones finalizaron de la siguiente forma:[4]

| \| Clasificación general \| Clasificación general \| Clasificación general \| Clasificación general \| Clasificación general \| \| Ciclista \| Ciclista \| Equipo \| Tiempo \| \| \| --------------------- \| --------------------------- \| --------------------- \| --------------------- \| --------------------- \| \| 1.º \| Sacha Modolo \| UAE Team Emirates \| 4 h 26 min 22 s \| \| \| 2.º \| John Degenkolb \| Trek-Segafredo \| + 0 s \| \| \| 3.º \| Niccolò Bonifazio \| Bahrain-Merida \| + 0 s \| \| \| 4.º \| Michael Albasini \| Orica-Scott \| + 0 s \| \| \| 5.º \| Reinardt Janse van Rensburg \| Dimension Data \| + 0 s \| \| \| 6.º \| Baptiste Planckaert \| Katusha-Alpecin \| + 0 s \| \| \| 7.º \| Marco Canola \| Nippo-Vini Fantini \| + 0 s \| \| \| 8.º \| Pierpaolo De Negri \| Nippo-Vini Fantini \| + 0 s \| \| \| 9.º \| Oscar Gatto \| Astana \| + 0 s \| \| \| 10.º \| Sam Bennett \| Bora-Hansgrohe \| + 0 s \| \| |                             |                    |                 |
| |                             |                    |                 |
| Fuente: ProCyclingStats |                             |                    |                 |
| Clasificación general |                             |                    |                 |
| Ciclista | Ciclista                    | Equipo             | Tiempo          |
| 1.º | Sacha Modolo                | UAE Team Emirates  | 4 h 26 min 22 s |
| 2.º | John Degenkolb              | Trek-Segafredo     | + 0 s           |
| 3.º | Niccolò Bonifazio           | Bahrain-Merida     | + 0 s           |
| 4.º | Michael Albasini            | Orica-Scott        | + 0 s           |
| 5.º | Reinardt Janse van Rensburg | Dimension Data     | + 0 s           |
| 6.º | Baptiste Planckaert         | Katusha-Alpecin    | + 0 s           |
| 7.º | Marco Canola                | Nippo-Vini Fantini | + 0 s           |
| 8.º | Pierpaolo De Negri          | Nippo-Vini Fantini | + 0 s           |
| 9.º | Oscar Gatto                 | Astana             | + 0 s           |
| 10.º | Sam Bennett                 | Bora-Hansgrohe     | + 0 s           |

## UCI World Ranking
El G. P. Kanton Aargau otorgó puntos para el UCI Europe Tour 2017 y el UCI World Ranking, este último para corredores de los equipos en las categorías UCI ProTeam, Profesional Continental y Equipos Continentales. Las siguientes tablas son el baremo de puntuación y los corredores 10 que obtuvieron más puntos:
| Posición              | 1.ª | 2.ª | 3.ª | 4.ª | 5.ª | 6.ª | 7.ª | 8.ª | 9.ª | 10.ª |
| Clasificación general | 200 | 150 | 125 | 100 | 85  | 70  | 60  | 50  | 40  | 35   |

| 1.º  | Sacha Modolo                | UAE Emirates       | 200 |
| 2.º  | John Degenkolb              | Trek-Segafredo     | 150 |
| 3.º  | Niccolò Bonifazio           | Bahrain Merida     | 125 |
| 4.º  | Michael Albasini            | Orica-Scott        | 100 |
| 5.º  | Reinardt Janse van Rensburg | Dimension Data     | 85  |
| 6.º  | Baptiste Planckaert         | Katusha-Alpecin    | 70  |
| 7.º  | Marco Canola                | Nippo-Vini Fantini | 60  |
| 8.º  | Pierpaolo De Negri          | Nippo-Vini Fantini | 50  |
| 9.º  | Oscar Gatto                 | Astana             | 40  |
| 10.º | Sam Bennett                 | Bora-Hansgrohe     | 35  |